# Матштедт
Матштедт (нем. Mattstedt) — община в Германии, в земле Тюрингия. 
Входит в состав района Веймар. Подчиняется управлению Ильмталь-Вайнштрассе. Население составляет 508 человек (на 31 декабря 2010 года). Общая площадь 4,92 км².
История Матштедта насчитывает сотни лет. Первые упоминания о поселении относятся к средневековью, когда оно было небольшим фермерским сообществом. Со временем деревня росла и развивалась, становясь важным центром торговли и ремесел. Сегодня Матштедт сохраняет многие исторические здания и памятники, которые свидетельствуют о его богатой истории.